# أموال السكين
أموال السكين هو اسم عملة سلعية كبيرة الحجم، مصنوعة من البرونز على شكل سكين، أنتجتها حكومات وممالك مختلفة في ما يعرف الآن بالصين ، منذ ما يقرب من 2500 عام. دخلت أموال السكاكين التداول في الصين بين عامي 600 و200 قبل الميلاد خلال عهد سلالة زو.[بحاجة لرقم الصفحة] 

## تاريخ
هناك العديد من القصص التي تحاول تفسير كيفية تقديم أموال السكين ولكن ليس من المؤكد ما إذا كانت أي منها أو كلها صحيحة.[بحاجة لرقم الصفحة]في إحدى القصص،  أمير يعاني من نقص الأموال لدفع رواتب جنوده، فسمح لهم باستخدام سكاكينهم كعملة للمقايضة مع القرويين، وأصبحت هذه الوسيلة شائعة جدًا حتى أصبحت مقبولة بشكل عام. في قصة أخرى، بدأ نفس الأمير بقبول السكاكين كدفعة للغرامات الصغيرة بدلاً من أموال الخاتم القانونية الحالية.

## تصنيف
إن شكل النقود المصنوعة من السكين يشبه إلى حد كبير شكل السكاكين الفعلية المستخدمة خلال فترة زو. ويبدو أنهم تطوروا بالتوازي مع نقود المجرفة في شمال شرق الصين.[نشر ذاتي؟]
سكاكين تشي (Qi Knives):
تُنسب هذه السكاكين الكبيرة إلى دولة "تشي"، وتُكتشف في منطقة شاندونغ. ولا يبدو أنها انتشرت كثيرًا خارج هذه المنطقة. وعلى الرغم من وجود جدل كبير بشأن تاريخ إصدارها، تُظهر الأدلة الأثرية أنها تعود إلى فترة الممالك المتحاربة. وتُعرف هذه السكاكين بأسماء مثل "سكاكين ذات ثلاثة رموز" أو "أربعة رموز" وما إلى ذلك، تبعًا لعدد الرموز المنقوشة عليها. ويعتبر البعض أن الخطوط الأفقية الثلاث والعلامة الموجودة أسفلها على بعض الجوانب الخلفية جزءًا من النقش. يشير النقش إلى تأسيس دولة تشي، والذي قد يكون قد وقع في عام 1122 قبل الميلاد، أو 894 ق.م، أو 685 ق.م، أو 386 ق.م، بحسب كيفية تفسير المصادر التاريخية المبكرة، إلا أن التاريخين الأخيرين هما الأرجح بالنسبة إلى ظهور هذه العملات.
يتكوّن سبيك المعدن في سكاكين الثلاثة رموز من نحو 54٪ نحاس، و38٪ رصاص، و8٪ قصدير. أما سكاكين الأربعة والخمسة رموز فتحتوي على حوالي 70٪ من النحاس.
سكاكين ذات رأس إبرة (Needle Tip Knives):
تتميّز هذه السكاكين بطرفها الطويل الحاد. ولم تكن معروفة حتى عام 1932، حين عُثر على كنز من هذا النوع في تشنغده بمقاطعة خبي، وقد عُثر لاحقًا على كنوز أخرى في نفس المنطقة. يُعتقد أن هذه السكاكين صُنعت لتجارة بين الصينيين وشعب الهون (شيونغنو) الذين كانوا يسيطرون على هذه المنطقة الشمالية في ذلك الوقت. وقد تكون هذه السكاكين مجرّد نسخة محلية من سكاكين الرأس المدبب، أو أنها كانت النوع الأصلي الذي جرى تعديله لاحقًا لصعوبة استخدامه. وقد سُجّل نحو خمسين نقشًا عليها، تتكوّن من أرقام، ورموز دورية، ورموز أخرى، ولم يُفكّ العديد منها حتى الآن.[نشر ذاتي؟]
سكاكين ذات رأس مدبب (Pointed Tip Knives - 尖首刀):
ينحني طرف النصل في هذا النوع، لكنه لا يمتد إلى نقطة طويلة كما في سكاكين رأس الإبرة. وتدلّ أماكن العثور على هذا النوع من العملات المعدنية في شمال شرق الصين على ارتباطه بدولة "يان". وفي السنوات الأخيرة، عُثر على كنوز تحتوي على ما يصل إلى 2000 من هذه السكاكين، وغالبًا ما تكون مربوطة في حزم من 25 أو 50 أو 100 قطعة. وقد سُجّل أكثر من 160 نقشًا مختلفًا. بعض النقوش تمثل أرقامًا أو رموزًا دورية، لكن العديد منها لم يُفكّ بعد.
وعلى عكس عملات "المجرفة ذات المقبض المجوف"، لم يُربط عدد كبير من هذه النقوش بأسماء أماكن معروفة. وتتراوح أوزانها بين 11 و16 غرامًا، وتختلف أحجامها كثيرًا، مما أدى إلى اقتراح تصنيفات فرعية متعددة من قبل مختلف الباحثين.[نشر ذاتي؟]
سكاكين مينغ (Ming Knives):
تُعد سكاكين "مينغ" أصغر حجمًا عمومًا من السكاكين ذات الرأس المدبب، وأطرافها مستقيمة تقريبًا. وسُميت بهذا الاسم نسبةً إلى الرمز الموجود على وجهها، والذي يُقرأ تقليديًا بأنه "مينغ" (明). واقتُرحت قراءات أخرى له مثل "يي" (易)، و"جو" (莒)، و"مينغ" (盟)، و"تشاو" (召).
وقد كُشف عن دار لصكّ سكاكين "مينغ" في "شيادو"، جنوب غرب بكين، وهي موقع مدينة "يي"، عاصمة دولة "يان" منذ 360 ق.م، مما جعل قراءة "يي" تلقى قبولًا في الآونة الأخيرة. كما عُثر على قوالب لصك هذه السكاكين في شاندونغ. وقد وُجدت هذه العملات، في كثير من الأحيان بأعداد كبيرة، في مقاطعات خبي، وخنان، وشاندونغ، وشنشي، وشنشي، وفي شمال شرق الصين، بل وحتى في كوريا واليابان. وغالبًا ما تُكتشف هذه العملات إلى جانب عملات "المجرفة ذات الطرف المدبب" و"المجرفة ذات القدم المربعة".
عُثِرَ على شكلين مختلفين من سكاكين مينغ. الأول، وربما الأقدم، منحني مثل السكاكين ذات الطرف المدبب. أما النوع الثاني فيحتوي على شفرة مستقيمة وغالباً ما يكون به انحناء بزاوية واضحة في المنتصف. هذا الشكل معروف باسم磬تشينغ ، حجر الرنين. تحتوي سبائكها على حوالي 40% من النحاس، ويزن حوالي 16 غرام.
توجد مجموعة واسعة من الشخصيات على الجانب الخلفي من سكاكين مينغ. بعضها عبارة عن أحرف مفردة أو أرقام، تشبه تلك الموجودة على السكاكين ذات الأطراف المدببة. تحتوي مجموعتان كبيرتان على نقوش تبدأ بالحرف you (右؛ yòu؛ 'يمين') أو zuo (左؛ zuǒ؛ 'يسار')، متبوعًا بأرقام أو أحرف أخرى. "أنت " لها معنى فرعي وهو الصغير أو الغرب؛ ويمكن أن تعني "زو" أيضًا كبير السن أو الشرق. (كشفت الحفريات في شيادو في المدينة الداخلية عن قصر تسو غونغ على الجانب الأيسر، وقصر يو غونغ على الجانب الأيمن.) تشير أوجه التشابه بين الشخصيات الأخرى في هاتين المجموعتين إلى أنها حُدِّدَت من خلال نفس النظام. تحتوي مجموعة أصغر على نقوش تبدأ بـ wai ((外؛ wài؛ 'outside'))، لكن الأحرف الأخرى لا تشترك في الكثير مع مجموعتي you و zuo . المجموعة الرابعة تحتوي على نقوش تبدأ بحرف غير واضح، وحروف أخرى مشابهة لتلك الموجودة في مجموعتي you و zuo . بالقياس إلى كلمة wai ، قُرِءَت هذه الشخصية غير الواضحة على أنها nei ((内؛ nèi؛ 'inside')) أو zhong ((中؛ zhōng؛ 'centre')).[نشر ذاتي؟]
- سكاكين مينغ لولاية تشي (سكاكين بوشان) : مظهرها العام مشابه لسكاكين مينغ. الحرف مينغ كبير وزاوي. تحتوي على نقوش عكسية واسعة النطاق. اُكتُشِفَت مجموعة من هذه السكاكين في فترة جياتشينغ (1796-1820) في بوشان في شرق شاندونغ. وقد عُثِرَ على اكتشافات لاحقة في نفس المنطقة. كانت هذه المنطقة جزءًا من ولاية تشي؛ وتشير أساطيرهم أيضًا إلى تشي. بين عامي 284 و279 قبل الميلاد، احتلت دولة يان معظم أراضي تشي، ومن المقبول عمومًا أن هذه العملات المعدنية تعود إلى هذا الوقت. وبخلاف ذلك، فإن النقوش العكسية التي يبدو أنها تشير إلى أسماء الأماكن، لم تُفك شفرتها بشكل مرضٍ. تشير إحدى القراءات إلى أن الحرف الأول هو Ju ((莒؛ jǔ)) لمدينة Ju.[8][نشر ذاتي؟][ المصدر منشور ذاتيًا ]
- السكاكين المستقيمة (直刀): هذه سكاكين أصغر حجمًا، وشفراتها ليست منحنية أو منحنية قليلاً فقط. أُصدِرَت من قبل عدد قليل من الأماكن في ولاية تشاو . تتضمن هذه الفئة بعض السكاكين الأصغر الأخرى ذات الأشكال المختلفة. عُثِرَ عليهم في كنوز تحتوي على سكاكين مينغ.[9][نشر ذاتي؟][ المصدر منشور ذاتيًا ]

## سكاكين تشي
يمكن تصنيف سكاكين تشي بناءً على عدد الأحرف الصينية الموجودة على الجانب الأمامي من السكين. تطورت نقود سكين تشي من أداة برونزية صينية قديمة ذات حلقة في النهاية، وكانت هذه السكين القديمة تُعرف باسم شيويه (削). في حين أن شكل السكين يشبه السكين، إلا أن سكاكين تشي لم تُستخدم أبدًا كسكاكين حقيقية.
يقسم هذا التصنيف هذه السكاكين إلى سكاكين ذات ثلاثة أحرف ( 三字刀 )، أربعة سكاكين شخصية (四字刀)، خمسة سكاكين شخصية (五字刀) وستة سكاكين شخصية (六字刀). يُعتقد أن سكاكين الشخصيات الأربعة هي الأقدم من بين كل هذه الفئات، وقد قُدِّمَت في وقت مبكر خلال فترة الربيع والخريف . بدأ إنتاج سكاكين الخمسة أحرف في أواخر فترة الربيع والخريف. يُعتقد أن السكاكين ذات الثلاث شخصيات بدأت في التداول خلال فترة الممالك المتحاربة المبكرة إلى المتوسطة.
في حين أن أقدم شكل من أشكال أموال السكاكين دخل التداول في ولاية تشي، فإن أموال السكاكين انتشرت لاحقًا إلى ولايتي يان وتشاو.
تعتبر جميع أنواع أموال سكين تشي نادرة في العصر الحديث.

### سكاكين ذات ثلاثة أحرف
بعض سكاكين الشخصيات الثلاثة (三字刀) تحمل نقش "Qi fa hua" (齊法化، "أموال تشي القانونية").

### سكاكين ذات خمسة أحرف
- سكاكين تشي ذات نقوش مكونة من خمسة أحرف أُنتِجَت في مدينة جيمو ( بينجدو الحالية، شاندونغ) وكان بها نقش "جي مو جي فا هوا" (即墨之法化 ، "أموال جيمو القانونية").[10][13]
- كانت سكاكين تشي التي تحمل خمسة نقوش مكتوبة أُنتِجَت في مدينة أنيانغ (تقع شرق ما يُعرف الآن بكاوسيان، شاندونغ) تحمل النقش "أن يانغ تشي فا هوا" (安陽之法化 ، "أنيانغ المال القانوني").[10]

### سكاكين ذات ستة أحرف
أُصدِرَت السكاكين ذات الستة أحرف من ولاية تشي كنوع من " العملات التذكارية " ( (بالصينية المبسطة: 开国纪念币؛ بالصينية التقليدية: 開國紀念幣؛ البينيين: kāi guó jì niàn bì) ). تميل السكاكين ذات الستة أحرف إلى أن تكون كبيرة وسميكة للغاية، وعادة ما تُصَب بشكل جيد وصنعها من البرونز عالي الجودة، وتميل نقوشها إلى عرض الخط الصيني الرائع. يبلغ طول السكاكين ذات الستة أحرف عادةً ما بين 18.2 و18.5 سنتيمترًا، وعرضها ما بين 2.8 و2.9 سنتيمترًا، ويميل وزنها إلى أن يكون 45.5 و50.9 جرامًا.
أحد الإصدارات التذكارية الأولى لسكاكين الستة الأحرف هو إحياءً لذكرى الاعتراف الرسمي بدوق تاي من تيان تشي كحاكم لولاية تشي في عام 386 قبل الميلاد. هذه هي أول عملة تذكارية معروفة في تاريخ الصين ، وقد كتب نقشها بخط صيني قديم أصبح من الصعب فك رموزه اليوم.
يُعتقد أن النقش هو "تشي زاو بانج تشانغ فا هو" ( (بالصينية المبسطة: 齐造邦长法化؛ بالصينية التقليدية: 齊造邦長法化؛ البينيين: qí zào bāng cháng fǎ huà)) والتي تُترجم إلى الإنجليزية ثم إلى العربية ب: "تشي، إنشاء عملة طويلة الأجل وقانونية للدولة". ومع ذلك، بخلاف هذه القراءة هناك تفسيرات بديلة لنقش سكين الستة الأحرف هذا. يعتقد بعض الخبراء أن النقش لا يقرأ "齊造邦長法化 "، بل بالأحرى "齊複邦長法化" أو "齊返邦長法化". في هذا السياق، يشير هذا النقش إلى "العودة" بدلاً من "التأسيس".
قد تكون هذه القراءة البديلة إشارة إلى حدث حيث هزم دوق تاي من تيان تشي جيش يان في جيمو في عام 284 قبل الميلاد، مما سمح بعودة الملك شيانغ من تشي من ولاية جو إلى لينزي ، عاصمة تشي، في عام 279 قبل الميلاد.
في حين أن الوجه الأمامي لسكاكين ذات الستة أحرف يحتوي على ستة أحرف صينية ، إلا أن الوجه الخلفي يحتوي عادةً على حرف واحد فقط. يُعتقد أن هذه الشخصية قد تشير إلى فئة السكين أو كانت بمثابة نوع من علامة السك ، أو بدلاً من ذلك، نظرًا لأن هذه السكاكين كانت تُصب في قوالب حجرية، يُعتقد أن الشخصيات الأخرى على الجانب الخلفي قد تشير إلى القالب الذي صُبَّت السكين فيه. يُعتقد عمومًا أن الحرف "十" (عشرة) يشير إلى طائفة دينية، في حين أن الحرف "司 يشير إلى طائفة دينية. " (سي) ، "工"(غونغ)، و"日"يُعتقد أن (ري) تمثل أسماء دور سك العملة التي أُنشِئَت حديثًا في مدينة لينزي، حيث صُبَّت جميع سكاكين الأحرف الستة. أندر الحروف الصينية التي عُثِرَ عليها على الجانب الخلفي من سكاكين ذات الستة أحرف هي "化"(هوا) و"上" (شانغ).

### القوة الشرائية لسكاكين تشي
كتب البروفيسور سونغ جي ((宋杰؛ 宋傑؛ sòng jié)) في بحث أكاديمي بعنوان "تاريخ النقود الصينية القديمة" ((中国古代货币史؛ 中國古代貨幣史؛ zhōng guó gǔ dài huò bì shǐ)) حول قوة الشراء المعاصرة سكين تشي. خلال فترة الممالك المتحاربة المتأخرة، كان هناك دو واحد (斗) من الأرز، أي ما يعادل حوالي 10 لترات، يمكن شراؤها بثلاث عملات نقدية من بان ليانغ. وفقًا للأستاذ سونغ جيه، فإن سكين تشي كان يعادل 7 أو 8 عملات نقدية من بان ليانغ. لذلك، كان سكين تشي واحدًا قادرًا على شراء أكثر من 2 دو أو 23 إلى 26 لترًا من الأرز.

### سكاكين تشي في متحف تراث تشي
توجد أكبر مجموعة من أموال سكين تشي في العالم في متحف تراث تشي (齐文化博物院 ) في لينزي، شاندونغ . يقع هذا المتحف في موقع ما كان في السابق عاصمة دولة تشين. حُصِلَ على جميع القطع الأثرية الموجودة في مجموعة متحف تراث تشي من خلال الحفريات الأثرية.

## نقود السكين التذكارية
سكاكين الشخصيات الستة (六字刀)) التي أصدرتها دولة تشي كانت أول شكل صيني من أشكال المال لإحياء ذكرى تأسيس أسرة حاكمة جديدة أو سلالة حاكمة (開國紀念幣). نظرًا لأنها كانت تُصنع أحيانًا لإحياء ذكرى حدث خاص وبسبب مكانتها ككائن نقدي، فإنها تعتبر واحدة من أقدم العملات التذكارية في الصين.
نظرًا لأن سكاكين الستة أحرف هي أندر أنواع سكاكين تشي المختلفة وأيضًا من بين أندر العملات الصينية القديمة، فإنها تميل إلى البيع بأسعار مرتفعة للغاية في المزادات. في مايو 2014، بيعَت سكين مكون من ستة أحرف في مزاد أجرته شركة Xiling Yinshe Auction Co. (西泠印社拍卖有限公司) في مدينة هانغتشو بما يعادل 140,239 دولارًا أمريكيًا (أو 862,500 يوان).

## أموال سكاكين من عهد أسرة شين
كان وانغ مانغ ابن أخ الإمبراطورة الأرملة وانغ .  في عام 9 م، اغتصب العرش، وأسس سلالة شين.  لقد قدم عددًا من إصلاحات العملة التي لاقت درجات متفاوتة من النجاح. 
كانت العديد من العملات الجديدة التي قُدِّمَت في عهد وانج مانج تحمل فئات لا تعكس القيمة الجوهرية للعملة. على سبيل المثال، قد تكون القطعة النقدية ذات قيمة اسمية قدرها 1000 عملة وو تشو النقدية، بينما كانت قيمتها الجوهرية تعادل ثلاث أو أربع عملات وو تشو النقدية فقط. في محاولته لاستعادة المؤسسات القديمة لسلالة تشو، أصدر وانج مانج العديد من أنواع الأموال المختلفة في أشكال عديدة جدًا.
وبسبب القيمة الاسمية المرتفعة بشكل غير واقعي للأموال الصادرة في عهد وانج مانج، لجأ العديد من الصينيين إلى سك عملاتهم الخاصة كرد فعل، من أجل تقليل خسائرهم. وكإجراء مضاد، أصدر وانغ مانغ مراسيم تنص على عقوبات صارمة للغاية لأولئك الذين يُقبض عليهم وهم يقومون بصب العملات المعدنية بشكل خاص أثناء حكمه.
أبقى الإصلاح الأول، في عام 7 م، على سلسلة وو تشو من العملات النقدية، لكنه أعاد تقديم نسختين من عملة السكين:  
| نقود سكين عصر وانغ مانغ | نقود سكين عصر وانغ مانغ |
| وصف | صورة                    |
| --- | ----------------------- |
| يي داو بينغ وو تشيان ( (بالصينية: 一刀平五千؛ البينيين: yīdāo píng wǔqiān؛ بالترجمة الحرفية 'One Knife Worth Five Thousand')) حيث طُعِّمَت أحرف يي داو بالذهب. |                         |
| تشي داو وو باي ( (بالصينية: 契刀五百؛ البينيين: qì dāo wǔbǎi؛ بالترجمة الحرفية 'Inscribed Knife Five Hundred'))                                            |                         |

على عكس سكاكين Yi Dao Ping Wu Qian، فإن نقوش سكاكين Qi Dao Wu Bao ليست مطعمة بالذهب. كانت القيمة الاسمية لسكاكين تشي داو وو باو 500 عملة نقدية وو تشو.

## نقود السكين الكورية
يعود تاريخ العملة الكورية إلى حوالي القرن الثالث قبل الميلاد، عندما قيل إن العملات الأولى، في شكل عملات السكين، والمعروفة أيضًا باسم "ميونغدوجون" في كوريا، والتي تنتمي إلى ولاية يان وجوجوسون، كانت متداولة.

## كنوز أموال السكاكين
- في عام 1960، أفادت صحيفة توليدو بليد[الإنجليزية] باِكتِشاف عدد من عملات السكاكين التي يعود تاريخها إلى فترة الدول المتحاربة في مقاطعة لوانبينغ[الإنجليزية] ، مقاطعة خبي.[22] وكان من بين الكنز أيضًا عدد من العناصر الأخرى بما في ذلك أدوات المطبخ والطوب، والبلاط، والمرايا البرونزية، وخرز العقيق، والعملات النحاسية.[22]
- في عام 2012، اكتشف أحد القرويين الصينيين في مقاطعة خبي أثناء حفر بئر في فناء منزله مخبأً كبيرًا من النقود المصنوعة من السكاكين والمجارف والتي يعود تاريخها إلى فترة الدول المتحاربة.[23] وتضمن الكنز 98 عينة من أموال السكاكين و161 عينة من أموال المجرفة.[23] كان هذا أول كنز كبير من العملات الصينية القديمة من هذا العصر اٌكتُشِفَ في مقاطعة لاي يوان[الإنجليزية]، خبي.[23] وقد نُسبت كل من أموال المجرفة والسكين من هذا الكنز إلى يان.[23] يتضمن الكنز كلا من أموال مجرفة "القدم المربع" (方足布) و"القدم المدببة" (尖足布).[23]
- أفيد في 3 مايو 2013، أن السيد ليو جيافو (刘佳富 )، أحد القرويين من بينجكوان، خبي، اكتشف وعاءًا فخاريًا مدفونًا يحتوي على حوالي 600 عينة من نقود السكاكين في قرية جوانجكسينجديان (广兴店村 ). وفقا للسيد تشانغ ون (常文) من مكتب حماية الآثار الثقافية في مقاطعة بينجكوان (平泉县问保所 ) جميع أموال السكاكين التي عُثِرَ عليها كانت "سكاكين مينج" التي أصدرها يان.[24][25]

## روابط خارجية
- "شظايا من قالب حجري وعملة سكين برونزية" (الوصف والصورة من المتحف البريطاني )
- "عملة سكين صينية من عهد أسرة مينغ" نسخة محفوظة January 4, 2014, على موقع واي باك مشين. (الوصف والصور من متاحف ومعرض برمنغهام للفنون )
- أنواع مختلفة من نقود السكين مع شرح مختصر